# Історія Македонії
Ця стаття про історію області Македонія. Якщо Ви шукали статтю про історію Північної Македонії, див. Історія Північної Македонії.

Зміна меж історичної області Македонії від античності до сучасності

Північна Македонія
Егейська Македонія
Піринська Македонія

Історична область Македонія нині поділена на три частини: Грецьку Македонію, Північну Македонію і Піринську Македонію у складі Болгарії. Ця стаття презентує історію всієї Македонії.

## Стародавня Македонія
На початку II тисячоліття до н. е. район, який пізніше став називатися Македонією, був зайнятий переважно іллірійцями на заході і фракійцями на сході. Через тисячоліття гірські райони Орестиди (поблизу нинішньої Касторії) і долина річки Аліакмон були заселені плем'ям, що називало себе македонцями. Кількома століттями пізніше це напівкочове плем'я захопило більшу частину території між озером Ліхнітіс (Охридським) на заході, середньою течією річки Аксіос (Вардар) на півночі, річки Стрімон на сході і горою Олімп на півдні. Спочатку цей район називався Іматія, а потім був перейменований на Македонію. Нижня, або Південна Македонія, знаходилася безпосередньо під владою македонських вождів, які поневолили або витіснили колишніх жителів Фракії, у той час як Верхня Македонія була заселена незалежними племенами.
Після провалів спроб перського царя Ксеркса підкорити Македонію, а потім і Грецію на початку V ст. до н. е. македонські царі розв'язали боротьбу за владу над територією між Аліакмоном і Стрімоном. У результаті цар Філіп II (359—336 до н. е.) з роду Аргеадів переміг. Він воював проти іллірійців, захопив немакедонські грецькі колонії Халкідіки, анексував територію між ріками Стрімон і Нестос, підпорядкував собі Фракію і потім вторгся до південної частини Греції. У 337 до н. е. Філіп скликав представників грецьких міст-держав і створив загальногрецький союз — Коринфський конгрес.
Коли Філіпп був убитий, до влади прийшов його син Александр Великий, який підпорядкував племена на півдні від Дунаю, зруйнував Фіви, оскільки жителі цього міста повстали проти нього, а потім повів македонсько-грецькі армії до Азії. Александр завоював імперію персів і за 11 років військових походів захопив Єгипет і розширив свої володіння до річки Інд.
Після смерті Александра у Вавилоні величезна імперія була розділена між його воєначальниками — діадохами, при цьому Македонія відійшла до Антіпатра. Епоха елліністичної культури, що почалася після розпаду імперії Александра Македонського, стала епохою синтезу грецької, єгипетської і перської культур.
У III ст. до н. е. в Македонію і Фракію з півночі вторглися кельтські племена, які перетнули Геллеспонт (Дарданелли) і вступили в Малу Азію, однак помітно не вплинули на розвиток Македонії. У 148 до н. е. римляни приєднали Македонське царство до своєї імперії. З цього часу починається період римського правління.

## Середньовічна і Новий час
У Середньовіччя і Новий час влахи Рашки (середньовічної Сербії), Македонії, Фессалії, Епіру і Болгарії вважалися нащадками балканських місцевих жителів, що зазнали романізації. Після розподілу Римської імперії в 395 н. е. Македонія була включена до складу Східної Римської (Візантійської) імперії.
Набіги готів, вандалів і гунів у IV–V століттях трохи змінили етнічний склад цієї області. Однак наприкінці VI століття в Македонії з'явився такий важливий етнічний елемент, як слов'яни і авари. Серед слов'янських племен, які розселилися по всій Македонії, були сагудати (далі на захід від Салонік), ринхіни (на півострові Халкидіки), смоляни (на сході від Вардара), драговичі (вздовж верхньої і середньої течії річки Вардар і на Пелагонійській рівнині), берзіти (у Верхній, або Північно-Західній Македонії) і велегезіти (у Південній Македонії і Фессалії). Ці племена, що поселилися на схід від річки Струма, стали називатися струм'янами.
Слов'янські нашестя VI–VII століть змусили Візантійську імперію відмовитися від більшої частини Македонії. Однак слов'янам не вдалося захопити або зруйнувати головні македонські міста — Салоніки, Сирці, Едеса і Верія. Пізніше візантійський імператор Іраклій (610–641) підпорядкував слов'янські племена.
Щоб приборкати непокірних слов'ян, візантійські імператори насильно переселили деяких з них з території Македонії до Малої Азії і замінювали їх скіфами, що поселилися вздовж нижньої течії річки Струма, а також хрещеними османами (вардаріотами), які були розселені в районі річки Вардар. У VII столітті волзькі булгари захопили низов'я Дунаю і рушили далі на південь. До кінця IX століття вони створили Перше Болгарське царство, що включало фактично всю Македонію, крім Салонік. Перешкоджаючи болгарській загрозі, Візантія оселяла в Західній Фракії вірмен та інші народи. Проте протягом цілого сторіччя слов'яни Македонії залишалися під владою болгар.

### Прийняття християнства
Македонські міста були одними з перших міських громад Середземномор'я, що прийняли християнство.[джерело не вказане 1902 дні] У цьому районі місіонерською діяльністю займався апостол Павло.[джерело не вказане 1902 дні] До IV століття Македонія була майже повністю хрещена.[джерело не вказане 1902 дні] Однак слов'янське нашестя відроджувало на захоплених територіях язичництво; виняток становили міста, що знаходилися під владою Візантії, зокрема місто Салоніки — батьківщина Кирила і Мефодія.
Церква приступила до проповіді Євангелія серед слов'янських язичників у VII столітті. Християнізація продовжувалася Константинопольським патріархатом у VIII столітті. Проте до середини IX століття були хрещені тільки слов'яни південної частини Македонії, навернення слов'ян на землях північної Македонії відбулося після їх захоплення болгарами.
Після прийняття християнства (865 рік) болгарський цар Борис (872–889) і його син Симеон (893–927) запросили ченців Климента і Наума до Македонії, щоб наставляти місцеве населення християнській вірі. Вони стали учнями Кирила і Мефодія. Македонське архієпископство в Охриді стало релігійним центром, з якого писемність кирилицею і православна віра поширювалися по всій Сербії, Болгарії і Київській Русі. Однак згодом виникла опозиція знову створеним церквам у Македонії. З X століття тут поширюється дуалістичний релігійний рух богомильства («церква Дреговицька»).

### Падіння Болгарського царства
Болгарське царство упало під ударами бунтівників у північно-західній частині Болгарії, а також армій київського князя Святослава (†972) і візантійського імператора Іоанна I Цимісхія (†976). У західній частині Болгарії виникло Західно-Болгарське царство (976–1018), царем став Самуїл (†1014), який зробив своєю столицею Охрид. 1014 року візантійський імператор Василій II розбив армію Самуїла, і через декілька років Візантія повністю оволоділа Македонією.
Після відновлення візантійського правління і невдалих повстань македонських слов'ян у 1040–1041 і 1072–1073 роках (і частково успішних повстань інших балканських слов'ян) багато богомилів втекло на північ в Рашку, а звідти — в Боснію. Під час Четвертого хрестового походу (1204–1205) Південна Македонія і Салоніки перейшли у володіння Боніфація Монферратського; Північна Македонія була окупована новою болгарською, або влахо-болгарською державою, створеною 1185 року після успішного повстання проти Візантії. Однак у другій половині XIII століття Македонія знову відійшла до Візантії.
До кінця XIII століття князі династії Неманичів з Рашки (Сербії) поширили свою владу на північну і північно-західну Македонію. На початку XIV століття каталонські солдати (найняті Візантією для воєн у Малій Азії проти османів і у Фракії проти болгар) перетнули кордон і почали грабувати південну Македонію. У роки правління Стефана Душана Неманича (1331–1355) Епір, Фессалія і вся Македонія, за винятком Салонік, увійшли до складу Сербії. У 1346 році Скоп'є стало столицею нового царства — сербо-грецького, а Стефан Душан був проголошений «царем сербів і греків».
Після смерті Стефана Душана Македонія була поділена між десятьма сербськими землевласниками, наймогутнішими з яких були представники роду Мрнявчевичів. Південно-Східна Македонія перейшла під владу Йована Углеши Мрнявчевича, а район Призрен — Скоп'є — Прилеп знаходився під владою його брата Вукашина. Але Вукашин і Углеша загинули 26 вересня 1371 року в Марицькій битві з османами (при Черномені). Син Вукашина, королевич Мазко, улюблений герой сербських, македонських і західно-болгарських епічних поем, став османським васалом. До 1394 року вся Македонія, за винятком деяких південних її частин, опинилася в руках турків.

### Османське панування
В добу османської окупації Македонії частина християнського населення була знищена. Багато феодалів втекли на захід і північ, частина з них пішла на компроміс з османською владою, а деякі прийняли іслам. Число османів і мусульман у Македонії було незначним до XV–XVI століть коли турки-кочовики з Анатолії, що називалися юрюками, були переселені османським урядом до сільських районів області. Друга хвиля ісламізації припинилася у другій половині XVII століття, у час і після Кандійської війни (1645–1669) і війни Священної ліги (1683–1699). У східній Македонії і Болгарії обернутим в іслам у цей період дали назву помаків (помічників), оскільки вони служили в Османській імперії у місцевих поліцейських силах або у допоміжних військах. Навернення до ісламу відбувалося в той час і в інших районах. У XIX столітті османський уряд оселив у ряді місць Македонії мусульман-черкесів. Крім того, після звільнення Сербії, Боснії і Герцеговини і Болгарії від османського ярма багато мусульман залишали ці території і поселилися в Македонії.
Населення Македонії постійно виступало проти османського правління та ісламізації. У 1560-х роках, в останні роки правління Сулеймана I, в Македонії почалося повстання проти османського ярма. Ще значніші за масштабами повстання спалахували під час австро-турецьких воєн (1593–1606, 1683–1699).
1689 року армії Габсбургів зайняли Скоп'є. У передмістях Кратово і Злетово на північному сході Македонії відкупники традиційно використовували примусову працю для розробки родовищ природних копалин]. Коли армії Габсбургів прийшли до цього району, один з рудокопів Карпош очолив повстання проти османів (1689). У 1690 році після відходу австрійців повстання було придушене османами, Карпош убитий, а багатьох македонців продано в рабство. Інша частина македонців втекла до Воєводини, що перебувала під австрійським правлінням.
Зростання заколотів було пов'язане частково з поширенням у другій половині XVI століття системи «чифтлік» (у перекладі з османської — «парна упряжка волів»). Ця система характеризувалася появою класу нових землевласників, якому селяни змушені були віддавати частину своєї продукції. У XVI столітті зросла кількість міст і з'явився ринок сільськогосподарської продукції. Зростання населення і промисловості в Західній Європі у XVIII ст. підвищило попит на зернові культури, бавовну та іншу сировину і сільськогосподарські продукти. Македонія стала одним з основних районів Балкан, в якому виник клас торговців, що складався в основному з греків і влахів і частково слов'ян.

## XIX століття
Маєтні македонські купці формували впливову місцеву аристократію і часом ставали могутніми губернаторами (наприклад, Алі-паша Тепелєнський з Яніни, Греція). Деякі купці виявляли симпатію до ідей Великої французької революції і до руху за незалежність, яким керував Карагеоргій із Сербії; багато македонських влахів були активними прихильниками сербського руху за незалежність. У 1807 – 1808 роках у Македонії і сусідніх областях сталося декілька повстань, якими керували лідери партизан, які хотіли об'єднатися з військами Карагеоргія. В березні 1821 року розпочалася грецька війна за незалежність.
На початку XIX століття християнське населення Македонії частково входило до Румелії — так називали візантійські землі, захоплені Османською імперією. Приблизно третину населення становили мусульмани, в основному османського походження, у містах мусульмани-слов'яни і албанці становили меншину, в сільських районах мусульмани-албанці і мусульмани-слов'яни розселилися у верхів'ях річки Места. У містах переважали османи, греки, євреї, вірмени і влахи. Євреї іммігрували у другій половині XV століття і впродовж всього XVI столітті з Угорського королівства, Іспанської імперії й Італії. Слов'янський елемент набув деякого значення в містах тільки після 1860 року.
Частка слов'ян у населенні Македонії знизилася через еміграцію слов'ян у 1690 році, імміграцію албанців протягом XVI століття і після 1690 року. У північній частині Македонії за часів воєн Наполеона I слов'яни становили більш ніж половину населення, у південній частині — менше третини, і близько третини населення становили греки. Частка грецького населення зросла в результаті еллінізації багатьох влахів і деяких заможніших слов'ян. Як у північній, так і в південній частинах Македонії влада була зосереджена в руках османів, тоді як економічна влада до 1860 р. — в руках греків, євреїв і влахів.
Формування слов'янської національної самосвідомості в Македонії зазнавало впливу національно-визвольного руху в Греції 1821 – 1829 років. Значною мірою на ньому позначилося і поширення російського впливу після наполеонівських воєн і російсько-турецької війни 1828 – 1829] років. Однак Адріанопольський мир 1829 року зруйнував торгову монополію греків на Східних Балканах.
Вороже налаштоване до грецьких ієрархів нижче слов'янське духовенство Македонії першим сприяло поширенню слов'янської самосвідомості. Важливу роль у цьому відіграли монастирі Осогово і Лесново. Після 1860 року слов'янський патріотизм охопив і світські освічені кола, особливо в Стругі і Охриді. Проте значна частина слов'янського населення Македонії не пройнялася духом національної самосвідомості навіть, віддаючи перевагу союзу з Грецією або Болгарією.
1870 року османський уряд під тиском Російської імперії дозволив заснувати Болгарський екзархат. Головною метою екзархату було створення національного духовенства, покликаного замінити іноземне. Багато болгар та болгаризованих македонців використали нову церковну організацію для створення шкіл з навчанням болгарською мовою. Після 1890 року в Македонії суперничали грецька, болгарська, сербська і румунська православні церкви.
1876 року повстання християнського селянства Боснії і Герцеговини поширилося також на райони Македонії і Болгарії, але було жорстоко придушене османами. У Салоніках були вбиті французький і німецький консули, яких вважали підбурювачами повстань. Російсько-турецька війна 1877-1878 років закінчилася підписанням Сан-Стефанського миру, який передбачав створення Великої Болгарії із включенням до неї майже всієї Македонії (без Салонік). Після втручання Великої Британії та Австро-Угорської імперії умови Сан-Стефанського миру в тому ж році були переглянуті на Берлінському конгресі, і Македонія залишилася у складі Османської імперії.
1893 року два македонські вчителі Гоце Делчев і Дамян Груєв заснували таємне товариство в Салоніках, пізніше перетворене на Внутрішню македонську революційну організацію (ВМРО). Делчев, Груєв та їхні прихильники Яне Санданський і Горче Петров вважали, що Македонія може досягнути звільнення тільки в результаті внутрішньої революції, до якої необхідно залучити основну масу населення. Така організація була заснована в 1894 року у Велесі як перша соціалістична група робітників Македонії під керівництвом Василя Главінова. У тому ж році при болгарському царському дворі був сформований, так званий, Верховний революційний комітет, до якого увійшли офіцери болгарської армії і ряд македонських емігрантів. Комітет прагнув переконати македонських слов'ян у тому, що Македонія може звільнитися тільки за підтримки Князівства Болгарія.
ВМРО виникла внаслідок руху за македонську автономію і спочатку була вороже налаштована до екзархату і болгарських чиновників. Однак незабаром до лав ВМРО стали проникати так звані супремісти — агенти болгарського Верховного революційного комітету; положення ВМРО ускладнилося після рішення Королівства Греція, Королівства Румунія і Королівства Сербія організувати власні партизанські загони з метою обмеження впливу Князівства Болгарія.

## XX століття
До 1902 року ВМРО розпалася на дві ворожі фракції: праве крило виступало за приєднання до Князівства Болгарія, а ліве — за автономію Македонії в рамках Балканської федерації. На таємному з'їзді на початку 1903 року прихильники болгарських супремістів у ВМРО переконали делегатів у необхідності повстати. Повстання почалося 2 серпня, на день Іллі (тому і отримало назву Ілінденського), в південно-західному районі Македонії (Монастирський вілайєт, сучасна Би́тола, від староцерк.-слов. оби́тѣль), продовжувалося два місяці і було придушене османами. В ході повстання його лідер Нікола Карев проголосив соціалістичну республіку в гірському влахо-слов'янському місті Крушево. Незабаром ВМРО майже цілком перейшла під контроль прихильників болгарської гегемонії, а тисячі македонців з району повстання емігрували до Князівства Болгарія, Королівства Сербія, США і Канади.
1912 року Королівство Сербія, Болгарське царство, Грецьке королівство і Королівство Чорногорія утворили військовий союз проти Османської імперії, і 9 жовтня 1912 рок спалахнула Перша Балканська війна, за якою йшли війна Османської імперії з Королівством Італія в Триполітанії й антиосманське повстання в Албанії. Союзники досягли великих військових успіхів, і Македонія була звільнена від османського ярма. Однак переможці не змогли домовитися про розподіл територій після закінчення війни 30 травня 1913 року.
Сербія, виходу якої до Адріатичного моря перешкоджала Австрія, хотіла отримати більшу частку Македонії; частина її, як передбачалося, повинна була відійти Болгарії за таємним сербсько-болгарським договором 1912 р. Відповідно до умов договору для вирішення сербсько-болгарської територіальної суперечки Королівство Сербія мало намір звернутися до російського імператора. Однак 29 червня 1913 року болгарські війська напали на Королівство Сербія. Після цього Грецьке королівство, Румунське королівство і Османська імперія, що захищали власні інтереси, вступили у війну на боці Королівства Сербія. Внаслідок Другої Балканської війни, що закінчилася 10 серпня 1913 року, Болгарське царство втратило території на всіх напрямках. За нею залишалася лише північно-східна частина Македонії — Піринський край. Південна частина — Егейська Македонія — остаточно відійшла до Королівства Греція, а західна і центральна частини — Вардарська Македонія — до Королівства Сербія. Щоб досягти реваншу, болгарський уряд під час Першої світової війни приєднався до Троїстого союзу, виступив проти Королівства Сербія і Грецького королівства і окупував Вардарську Македонію і частину Егейської Македонії. Після поразки Німецької імперії та її союзників Болгарське царство змушено було повернути окуповані області, а також поступитися рядом інших територій Королівству Греція і Королівству Сербія. 1918 року Вардарська Македонія в складі Королівства Сербія стала частиною Королівства сербів, хорватів і словенців. Таке рішення призвело до нових непорозумінь між Югославією і сусідніми державами.
Після Першої світової війни ВМРО створювала збройні загони, які прямували з Болгарії в Грецьку і Югославську Македонію для проведення терористичних актів. 1923 року бойовики ВМРО вбили лідера Болгарського землеробського народного союзу, прем'єр-міністра Болгарії Олександра Стамболійського, що підтримував дружні відносини з Югославією. 1924 року лідерство у ВМРО перейшло до Івана Михайлова, який організував вбивство багатьох політичних опонентів і сприяв таємній змові з метою вбивства югославського короля Олександра 1934 року. Впродовж 10 років (1924 – 1934) Михайлов був фактичним диктатором болгарської Македонії, що відповідало інтересам Софії. Однак 1934 року болгарська військова диктатура поклала край діяльності ВМРО, і Михайлов втік до Туреччини.

### Друга світова війна
1941 року Болгарія вступила у Другу світову війну на боці Третього Рейху і окупувала більшу частину Грецької Македонії (райони Флорина і Касторія), Східну Македонію поряд з Західної Фракією, а також майже всю югославську Македонію. Інша територія була зайнята італійськими військами. Підпільний Рух опору, в якому домінували комуністи, виник на всіх балканських землях. Однак Центральні комітети югославської і болгарської комуністичних партій вступили в конфлікт, оскільки кожна з них домагалася контролю над Рухом опору в югославській Македонії. На початку 1943 року голова Національного комітету звільнення Югославії Йосип Броз Тіто направив чорногорця Свєтозара Вукмановича (генерала Темпо) для організації македонської секції національно-визвольного руху. Болгарські комуністи так і не змогли повністю примиритися з цим рішенням. 29 листопада 1945 року була проголошена Федеративна Народна Республіка Югославія, до складу якої увійшла і Македонія.
У серпні 1947 року Тіто і прем'єр-міністр Болгарії Георгій Димитров зустрілися у Бледі і домовилися про те, що вся Македонія (або принаймні частина Грецької Македонії і вся Болгарська Македонія) зрештою увійдуть до союзу з Югославською Македонією, за умови, що Болгарія стане складовою частиною Федерації балканських держав. Виконання частини угоди, що стосувалася Грецької Македонії, залежало від успіхів партизан у Греції. Після розриву 1948 року відносин між югославськими і радянськими комуністами Югославія припинила підтримку грецьких комуністів, що орієнтувалися на Москву.
Після смерті Тіто в Македонії посилився рух за самостійність, однак вже в 1982 року виник рух за самостійну албанську республіку Іліриду; у Швейцарії і Приштині (Косово) створювалися комітети сприяння албанській республіці.